# 蝶ネクタイ分析

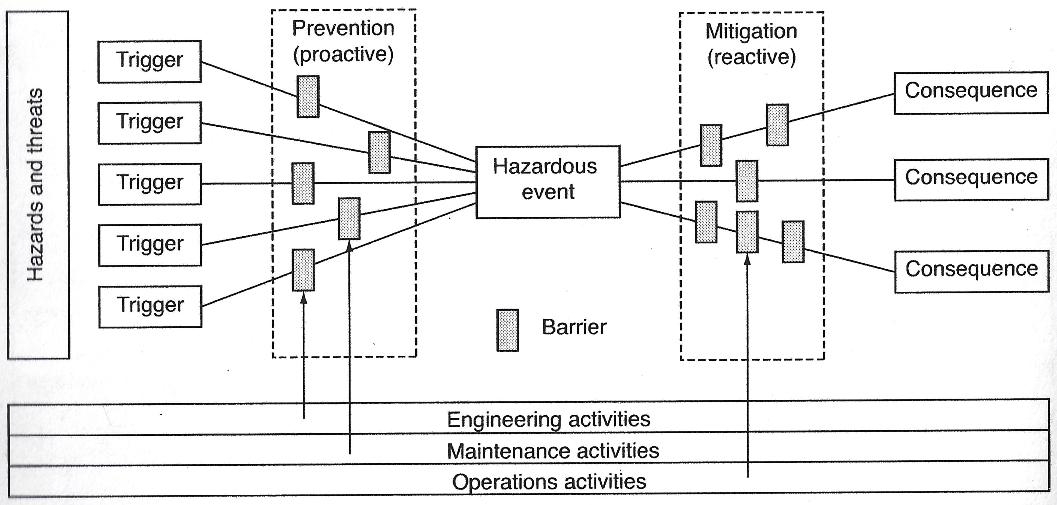
蝶ネクタイ図のレイアウト例

蝶ネクタイ分析（ちょうねくたいぶんせき、英語:Bow Tie analysis / Bow-tie diagrams / bow-ties / bowties 、ボウタイ分析）とは、リスクアセスメントなどの評価方法の1つで、蝶ネクタイ図を用いた評価方法である。
蝶ネクタイ図は、認識された脅威、結果、被害軽減策、および予防策とともにイベントを視覚化する
。
蝶ネクタイ分析は、工業、石油、ガス、航空、産業、金融などの業界の支援に役立っている
。

## 概要

リスクアセスメントでのネットワーク理論の簡略蝶ネクタイ図

蝶ネクタイ図は通常、リスクマネージメント・プロセスの最後のフェーズの1つで出てくる。
この方法はリスク管理と準備に加えて、蝶ネクタイ図の実際の利用は、コミュニケーション、監査、特定のリスクの理解、および正式なデモンストレーションに使われる。つまり、分析より報告で多く用いられる
。

## 作成手順
特定のイベントに焦点を当て、図の中央に配置する。潜在的な原因の予防管理について、ハザードと予防策を図の左側に配置する。潜在的な影響とそれに対応する復旧準備について、結果と被害軽減策は右側に配置する。

蝶ネクタイ図はバリアを排除するために簡略化されることがあり、それは予防措置や損傷軽減措置がなく表される。

## 活用例
蝶ネクタイ分析は、さまざまな分野で使用される。たとえば、次のようなものがある。
- リスク評価におけるネットワーク理論とネットワーク理論
- 情報セキュリティとサイバーセキュリティリスク[6]
- 航空宇宙プロジェクトにおける事故と損失の防止[7]

## 歴史
蝶ネクタイ分析の起源は、1970年代のインペリアル・ケミカル・インダストリーズに由来するらしい。なお、ロイヤルダッチシェル社は、蝶ネクタイ分析をビジネスにうまく統合した最初の大手企業と見なされている
。